# Технология перекачиваемого льда
Технология перекачиваемого льда (ПЛ) (англ. Pumpable ice technology) — технология производства и применения жидкостей или вторичных хладагентов, также называемых хладоносителями, с вязкостью воды или желе и охлаждающими способностями льда. Перекачиваемый лёд — это, как правило, суспензия, состоящая из кристаллов льда размерами от 5 до 10 000 микрон, в рассоле, морской воде, пищевой жидкости или пузырьков газа, например, воздуха, озона, углекислого газа.

## История
Впервые возможность смешивать воду со льдом и транспортировать ПЛ была реализована американской компанией North Star Ice Equipment Corporation, назвавшей эту смесь «жидкий лёд». В большинстве случаев, пресная вода используется для производства твёрдого кристаллического льда, например, чешуйчатого, пластинчатого, трубчатого, скорлупчатого или кубикового льда. Затем этот лёд дробится или размалывается и перемешивается с морской или солёной водой, а получившаяся смесь перекачивается обычным водяным насосом к потребителю.
Помимо общих терминов — «перекачиваемый», «желе» или «ледяная суспензия»,- существует много других торговых марок для данного хладоносителя, таких как «Белуга», «Оптим», «текущий», «студенистый», «бинарный», «жидкий», «Максим», «взбитый», «Deepchill», «bubble slurry» лёд. Эти товарные знаки защищены в качестве интеллектуальной собственности рядом промышленных компаний в Австралии, Канаде, Китае,
Германии, Исландии, Израиле, России, Испании, Великобритании, США.

## Технологический процесс
Существуют два относительно простых метода производства ПЛ.
Первый заключается в производстве широко используемых форм кристаллического твёрдого льда, таких как плиточный, трубчатый, скорлупчатый или чешуйчатый, дальнейшем его измельчении и смешивании с водой. Эта смесь может содержать различную концентрацию льда (отношение массы ледяных кристаллов к массе воды). Размеры кристаллов льда меняются от 200 микрометров (мкм) до 10 миллиметров (мм). В дальнейшем, смесь перекачивается с помощью насосов из накопительного бака к потребителю. Конструкции, технические характеристики и области применения существующих аппаратов для производства льда описаны в книге "Ashrae Handbook: Refrigeration".
Идея второго метода заключается в создании процесса кристаллизации внутри объёма охлаждаемой жидкости.
Кристаллизация внутри объёма жидкости может быть достигнута путём вакуумирования или охлаждения. При использовании вакуумной технологии, при низком давлении небольшая часть воды испаряется, а оставшаяся часть воды замерзает, формируя водо-ледяную смесь. В зависимости от концентрации растворённых в воде веществ, конечная температура ПЛ меняется от нуля до минус 4°C. Большой объём паров и рабочее давление около 6 мбар (600 Па) обуславливают использование компрессора водяного пара с большим прокачиваемым объёмом.
Такая ТПЛ экономически обоснована и может быть рекомендована для систем с холодопроизводительностью 300 TХ (1 TХ = 1 тонна холода = 3,516 кВт) или больше.

### Системы «прямого» контакта ТПЛ
Хладагент непосредственно вводится внутрь жидкости.
Преимуществом этого метода является отсутствие каких-либо промежуточных устройств между хладагентом (Х) и жидкостью (Ж). Однако, отсутствие потери тепла между Х и Ж в процессе теплового взаимодействия (передачи тепла / холода) обуславливает некоторые недостатки, которые сдерживают широкое применение этого метода в промышленности. Основными недостатками этого метода являются высокий требуемый уровень безопасности и трудности в производстве кристаллов одинаковых размеров.

### Системы «косвенного» контакта ТПЛ
В системах «косвенного» контакта ТПЛ, испаритель (теплообменник-кристаллизатор) устанавливается горизонтально или вертикально. Он имеет внешнюю трубу, в которой размещаются от одной до ста внутренних труб. Хладагент «кипит» (испаряется) между корпусом (наружной трубой) и внутренними трубами. Жидкость протекает через трубы малого диаметра. Внутри объёма испарителя создаются условия для охлаждения, переохлаждения и замерзания жидкости за счёт теплообмена с охлаждённой стенкой кристаллизатора.
Идея состоит в использовании испарителя (теплообменника скребкового типа) с хорошо отполированной внутренней поверхностью и соответствующих, вращающихся вдоль оси испарителя, механизмов для предотвращения прилипания за счёт адгезии эмбрионов ледяных кристаллов к трубам, а также от роста и утолщения льда на внутренней поверхности охлаждения. Обычно в качестве механизмов для удаления льда используют шнек, металлический стержень или вал с, размещёнными на нём, металлическими или пластиковыми ножами («дворниками» / «омывателями»).
Посредством систем «косвенного» контакта ТПЛ производится ПЛ, состоящий из кристаллов размерами от 5 до 50 микрон. Такой ПЛ имеет ряд преимуществ по сравнению с другими видами водо-ледяных смесей. Так производство 1 000 кг чистого льда требует низких затрат энергии от 60 до 75 кВт·ч, по сравнению с 90-130 кВт·ч, необходимых для производства обычного водяного льда (плиточного, чешуйчатого, скорлупчатого типа). Дальнейшее улучшение конструкции испарителей позволит достичь ещё более низких затрат электроэнергии от 40 до 55 кВт·ч на производство 1 000 кг чистого льда и высокой удельной производительности льда, отнесённой к поверхности охлаждения испарителя (до 450 кг/(м2·ч)).
Иногда газ вводится в жидкость, протекающую через испаритель. При этом газовые пузырьки разрушают пристеночный ламинарный слой жидкости на поверхности охлаждения теплообменника-кристаллизатора, увеличивают турбулентность потока и уменьшают среднюю вязкость ПЛ.
В процессе производства ПЛ используются жидкости, такие как морская вода, фруктовый или овощной сок, рассол или раствор пропиленгликоля с концентрацией (3-5)% и более, причём температура плавления (кристаллизации) должна быть не выше минус 2 °C.
Как правило, оборудование для производства, накопления и перекачки ПЛ включает лёдогенератор(ы), накопительный танк (резервуар), теплообменник, трубопроводы, насосы, электрические и электронные приборы и устройства.
ПЛ с максимальной концентрацией льда 40 % можно качать прямо от лёдогенератора к потребителю. Максимально возможная концентрация льда в накопительном баке для хранения составляет 50 %. Максимальное значение энергии охлаждения ПЛ, накопленного в резервуаре для хранения в виде гомогенной (однородной) смеси, составляет около 700 кВт·ч, что соответствует (10-15) м3 внутреннего объёма бака для хранения. Смеситель (миксер) используется для предотвращения разделения льда и охлаждённой жидкости и обеспечивает поддержание концентрации льда, равномерной по высоте резервуара и неизменной по времени. В этом случае ПЛ может подаваться из бака к месту потребления, находящимися на расстоянии сотни метров друг от друга. На практике, соотношение между требуемой электрической мощностью двигателя смесителя (кВт) и хорошо перемешанным объёмом ПЛ (м3) составляет 1:1.
В баках с объёмом, превышающим 15 м3, ПЛ не перемешивается. В этом случае энергия холода, накопленная в виде льда, утилизируется только за счёт конвективного теплообмена между льдом и жидкостью, которая циркулирует между накопительном баком и потребителем холода. Существующим конструкциям накопительных резервуаров присущи следующие недостатки:
Хаотический неконтролируемый подъём ледяных торосов, которые возникают из-за неравномерного разбрызгивания отеплённого раствора. Эта жидкость поступает из теплообменника и подаётся в резервуар со льдом для дальнейшего охлаждения путём непосредственного контакта с поверхностью льда. В результате, из-за, непостоянной во времени и пространстве, скорости подачи раствора, лёд тает неравномерно. Таким образом, ледяные шипы поднимаются над поверхностью льда, что приводит к разрушению распылительных устройств и необходимости снижения уровня раствора в баке, чтобы избежать поломок.
Накопленный в баке лёд превращается в большой цельный айсберг. Тёплая жидкость, которая поступает из системы кондиционирования воздуха может создавать каналы, по которым жидкость возвращается в систему, не будучи охлаждённой. В результате этого, накопленный лёд плохо плавится, а потенциал холода не используется в полном объёме.
Неэффективное использование объёма накопительного бака приводит к уменьшению максимальной достижимой концентрации льда и неспособности заполнить весь рабочий объём накопительного бака.
Результаты проводимых научно-исследовательских и опытно-конструкторских работ обуславливают возможность по преодолению вышеуказанных недостатков в ближайшее время, что приведёт к массовому производству дешёвых, надёжных и энергоэффективных конструкций накопительных танков. Эти танки гарантируют повышение качества (например, увеличение концентрации ледяной смеси) и создают условия для полной утилизации накопленного холодильного потенциала.

## Приложения
Многие научно-исследовательские центры, фирмы-производители лёдогенераторов, изобретатели стимулируют прогресс в ТПЛ. Благодаря высокой эффективности использования энергии, относительно небольшим размерам кристаллизаторов Перекачиваемого льда, снижению требуемой массы хладагента, а также тому, что ТПЛ может быть адаптирована к конкретным техническим и технологическим требованиям в различных отраслях промышленности, существует много применений этой технологии.

### Очистка сточных вод
ТПЛ может быть рекомендована для очистки (осветления) осадков сточных вод. В этом случае используется метод «замораживания-плавления». Этот метод основан на двух процессах: «правильное» (с заданной скоростью) замораживание (превращение в лёд) осадков с последующим плавлением и разделение жидкой и твёрдой фаз. «Замораживание и плавление» приводит к изменению физико-химической структуры осадков. Этот метод реализуется за счёт перераспределения любых форм связи влаги с твёрдыми частицами осадков. Очевидно, что этот метод предпочтительнее химической коагуляции (физико-химический процесс слипания коллоидных частиц) осадков реагентами. Замораживание осадка способствует увеличению свободного количества воды в осадках и улучшает эффективность осаждения осадка. Таким образом, если скорость выращивания кристаллов не превышает 0,02 м/ч, молекуле воды достаточно времени, чтобы выйти из коллоидных клеток к поверхности, где она замёрзает. После оттаивания, быстроосаждённые твёрдые частицы удаляются шнеком для последующей эффективной фильтрации. Очищенная вода готова к сбросу в водохранилище.

### Опреснение морской воды
К существующим коммерческим методам опреснения морской воды относятся различные дистилляционные методы, обратный осмос и электродиализ. Теоретически, замораживание имеет некоторые преимущества по сравнению с вышеуказанными методами. Эти преимущества включают более низкую потребность в электроэнергии, минимальный потенциал для коррозии и отсутствие зарастания накипью поверхностей теплообменников. Недостатком является то, что замораживание подразумевает производство лёдо-водяных смесей, перемещение и обработка которых весьма затруднительна. Небольшое количество опреснительных станций было построено за последние 50 лет, но процесс не имел коммерческого успеха при производстве пресной воды для муниципальных нужд. Вместе с тем, лёдогенераторы ПЛ (ЛПЛ) предлагают доступную альтернативу благодаря высокой эффективности процесса кристаллизации. Существующие модели, однако, не имеют необходимого потенциала для промышленных опреснительных установок большой мощности, но небольшие ЛПЛ достаточны и удобны для малых потребностей в опреснении.

### Процессы концентрации жидких пищевых продуктов и соков
В настоящее время концентрация сока и пищевых жидкостей может осуществляться с помощью обратного осмоса или вакуум-испарительной технологии. В промышленных условиях сок, как правило, выпаривают. С 1962 года широко используются, так называемые, TASTE испарители. Эти испарители имеют высокую пропускную способность, легко промываются, просты в эксплуатации и относительно недорогие. С другой стороны, тепловая обработка ухудшает качество продукта и приводит к потере аромата, что обусловлено высокой температурой водяных паров. Из-за низкого значения коэффициента теплоотдачи между паром и обрабатываемым соком, теплопередача между указанными средами очень неэффективна. Это приводит к громоздкости конструкции предприятий, использующих TASTE испарители. Альтернативным способом получения концентрированного сока и пищевой жидкости является охлаждение и замораживание. В этом случае кристаллы, полученные из чистой воды, будут удалены из сока, вина, или пива путём кристаллизации жидкости с регулируемой скоростью продвижения фронта фазового перехода. В результате, концентрированная среда сохраняет аромат, цвет и вкус. Качество концентратов, полученных в результате замораживания, несравненно выше качества продуктов, произведённых по любой другой технологии. Основные преимущества ТПЛ по сравнению с другими методами замораживания заключаются в очень низком теоретически требуемом расходе электроэнергии и возможности контроля скорости продвижения границы изменения фазы жидкость-лед. Последний довод обуславливает увеличение производства чистых водяных кристаллов льда и упрощение процесса отделения концентрированного сока или пищевой жидкости от ледяных кристаллов.

### Производство замороженных пищевых жидкостей
«Пищевая жидкость» или напиток — это жидкость, которая специально подготовлена для потребления человеком. В дополнение к реализации основной потребности человека в питье, напитки являются частью культуры человеческого общества. В свою очередь, замороженные газированные (насыщенные углекислым газом) напитки (ЗГН) (англ. Frozen carbonated beverages - FCB) и замороженные негазированные напитки (ЗНН) (англ. Frozen uncarbonated beverage) - FUB) стали пользоваться огромной популярностью с 1990 годов. 
Технология Перекачиваемого Льда используется при производстве практически всех, без исключения, ЗГН и ЗНН.

#### Замороженныегазированные напитки
Машина ЗГН была изобретена Omar Knedlik, владельцем небольшого ресторана в конце 1950 годов.
Для изготовления ЗГН используется смесь ароматизированного сахарного сиропа, газообразного диоксида углерода (химическая формула СО2) и фильтрованной воды. Как правило, начальная температура смеси равна (12-18)ºС. Газированная смесь подаётся в кристаллизатор ЗГН аппарата, замерзает на внутренней поверхности цилиндрического испарителя и соскребается (счищается) посредством ножей – смесителей, вращающихся с частотой от 60 до 200 оборотов в минуту. Во внутреннем объёме кристаллизатора поддерживается небольшое положительное давление (до 3 бар) с целью улучшения растворения газа в жидкости. В современных ЗГН аппаратах используется общеизвестная конвенциальная холодильная схема с капиллярной трубкой или терморегулирующим вентилем и, обычно, воздушным конденсатором. Холодильный агент подаётся либо непосредственно в полость двух-стенного испарителя, либо в спиралеобразный испаритель, намотанный на наружную поверхность кристаллизатора. Материал стенки испарителя – только нержавеющая сталь марки SS316L (российский аналог Х18Н10Т), разрешённая к контакту с пищевыми продуктами по требованиям FDA. Температура кипения составляет –(32.0-20.0)ºС. Фирмами и заводами – изготовителями не декларируется часовая производительность ЗГН аппаратов. Вместе с тем, удельные затраты энергии на производство 10,0 кг ЗГП могут достигать (1,5-2,0) кВт-ч.
После перемешивания и замораживания в кристаллизаторе – смесителе, ЗГН разливается через раздаточный кран в стаканчики. Конечным продуктом является густая смесь взвешенных кристаллов льда с относительно небольшим количеством жидкости. Качество ЗГН зависит от большого числа факторов, в том числе, от концентрации и структуры кристаллов льда, а также их размеров. Концентрация льда в водяной смеси определятся точно в соответствии с фазовой диаграммой раствора и может достигать 50%. Максимальный размер кристаллов – от 0,5 мм до 1,0 мм. Начальная температура кристаллизации смеси зависит от начальной концентрации ингредиентов в воде и лежит в пределах от -2,0ºС до -0,5ºС. Конечная температура продукта менятся от -6,0ºС до -2,0ºС в зависимости рецептуры и торговой марки фирмы - производителя.
Неожиданный интерес к ЗГН проявляется в Индии. Дело в том, что в Индии не разрешается добавление в Кока-Колу кубикового льда, произведённого из водопроводной воды, из-за большой вероятности её бактериологического заражения. Поэтому ЗГП в виде замороженной колы имеет особую привлекательность как со стороны производителей, так и со стороны покупателей.

#### Замороженные негазированные напитки
В качестве исходного продукта для ЗНН используются фруктовые и овощные соки, напитки на основе кофе и чая, йогурт. Проводятся научно-исследовательские работы по производству замороженного вина и пива.
ЗНН машины отличаются от ЗГН аппаратов тем, что для них не требуются поддержание небольшого положительного давления в рабочем объёме испарителя, источник газообразного диоксида углерода и специально обученный обслуживающий персонал. В остальном, конструкция современных ЗНН машин аналогична конструкции ЗГН аппаратов. Собственно ЗНН часто намного "влажнее" (меньшая концентрация льда в смеси), чем производимый ЗГН. С другой стороны, ЗНН машины значительно проще и дешевле, чем ЗГН аппараты, и поэтому они являются более распространёнными. ЗНН машины можно приобрести за $ 2000 или арендовать менее, чем за $ 100 в сутки в Великобритании.

#### Мороженое
Рынок производства мороженого в мире неуклонно возрастает с 1990-х годов, и его оборот составляет десятки миллиардов долларов США.
Основными рынками производства мороженого в мире являются: США, Китай, Япония, Германия, Италия, Россия, Франция, Великобритания.
Ведущие производители мороженого - Unilever и Nestle, которые контролируют более одной трети этого рынка. В первую пятёрку стран-потребителей мороженого входят США, Новая Зеландия, Дания, Австралия и Бельгия. 
Конструкция и дизайн современных промышленных аппаратов для производства мороженого обеспечивают высокий уровень автоматизации и обслуживания, а также высокое качество производимого мороженого.
Процесс производства мороженого включает пастеризацию, гомогенизацию и созревание смеси мороженого. Приготовленная смесь подаётся в кожухотрубный теплообменник-кристаллизатор скребкового типа, в котором осуществляются процессы предварительного замораживания и вспенивания мороженого, посредством подачи заданного количества воздуха в замораживаемую смесь. Хладагент испаряется и постоянно циркулирует в полости между наружной (корпусом) и внутренней трубами. Как правило, начальная температура смеси мороженого равна (12-18)°С. Рабочая температура кипения хладагента составляет минус (25-32)°С. Конечная температура смеси, замороженной в кристаллизаторе, - около минус 5°С. Концентрация льда в смеси достигает (30-50)% в зависимости от рецептуры и технологического процесса, реализуемого производителем. В процессе замораживания кристаллы льда образуются («растут») на внутренней поверхности испарителя кристаллизатора. Выращенные кристаллы льда удаляются (срезаются) с поверхности ножами (скребками) с целью предотвращения образования ледяной корки на внутренней стенке испарителя. Удалённые кристаллы льда перемешиваются в объёме кристаллизатора с жидкой фазой и способствуют снижению её температуры и улучшению теплообмена внутри замораживаемого продукта.
В испарителе также вращаются специальные устройства (англ. dashers), способствущие дроблению пузырьков воздуха и аэрации смеси. Затем замороженный продукт подаётся на расфасовку или 
на «закалку» (домораживание) для придания ему необходимой твёрдости. Продукт выдерживается в закалочных камерах при температуре —30°С. При этом общее количество замороженной воды повышается до 80 %. После закалки мороженое направляется в реализацию или на хранение.
Качество мороженого и его «мягкая» текстура зависят от структуры кристаллов льда, их размеров и от вязкости мороженого. Вода вымерзает из жидкости в виде льда. Поэтому концентрация, оставшихся в жидкости, сахаров увеличивается, и, следовательно, температура кристаллизации смеси понижается. Таким образом, структуру мороженого можно охарактеризовать как частично замороженную пену с ледяными кристаллами и пузырьками воздуха. Крошечные жировые шарики флокулируют и окружают пузырьки воздуха также в виде дисперсной фазы. Белки и эмульгаторы, в свою очередь, окружают жировые шарики. Непрерывная фаза в мороженом состоит из очень концентрированной незамёрзшей жидкости, содержащей сахара.
Окончательный средний диаметр кристаллов льда зависит от скорости замораживания. Чем скорость замораживания выше, тем лучше условия для нуклеации смеси, и количество более мелких кристаллов льда больше. Как правило, после охлаждения и замораживания смеси в кристаллизаторе, размеры ледяных кристаллов могут достигать 35-80 микрон.

### Рыбное хозяйство и пищевая промышленность
Оборудование на основе ТПЛ может быть использовано в процессах охлаждения продуктов в рыбной и пищевой промышленностях. По сравнению с кристаллическим льдом, произведённым из пресной воды, ПЛ имеет следующие преимущества: однородность, более высокие скорости охлаждения продуктов питания и рыбы, способствует увеличению срока хранения (годности), исключает вероятность «ожогов» продукта и механического повреждения внешней поверхности охлаждаемого объекта. ПЛ соответствует требованиям продовольственной безопасности и общественного здравоохранения, сформулированным в HACCP и ISO. Наконец, ПЛ характеризуется более низким удельным расходом электроэнергии по сравнению с существующими технологиями с использованием обычного пресного кристаллического льда.

### Супермаркеты
Системы накопления энергии на основе ТПЛ являются привлекательными для охлаждения воздуха в прилавках (витринах) супермаркетов. Для этого случая ПЛ циркулирует по уже имеющимся трубопроводам в качестве хладоносителя. ПЛ используется, как замена хладагентов, разрушающих озоновый слой, например: Хлордифторметан (R-22) и других хлорфторуглеродов.
Целесообразность использования ТПЛ для этого применения, обусловлена следующими факторами:
1. Высокая теплоотдача от ПЛ обеспечивает компактность оборудования. Оборудование ТПЛ меньше, по сравнению с другими типами холодильного оборудования той же мощности. ЛПЛ занимает меньше площади, имеет меньший объём и вес;
2. Структура ПЛ обуславливает существенно лучшие параметры этой охлаждающей среды. Сравнение показателей ПЛ может быть проведено на любой основе, в том числе, на единицу площади пола, занимаемого оборудованием, на единицу веса или объёма оборудования;
3. С ТПЛ легко поддерживать постоянную температуру воздуха внутри продуктовых витрин и прилавков супермаркета;
4. ТПЛ позволяет системе охлаждения быть более гибкой, при этом холодильные шкафы могут легко перестраиваться в соответствии с увеличением или уменьшением тепловой нагрузки;
5. Витрины, прилавки и шкафы, использующие ТПЛ, позволяют сократить длину труб с холодильным агентом, уменьшить расходы по обслуживанию и трудозатраты по обнаружению утечек по сравнению с системами непосредственного охлаждения или насосно-циркуляционными холодильными системами;
6. Благодаря высокой эффективности процесса передачи тепла в ТПЛ, требуется пониженное количество хладагента;
7. В противовес системам прямого расширения хладагента, витрины, прилавки и шкафы, использующие ТПЛ, не выбрасывают тепло в помещение, так как нет необходимости для установки воздушных конденсаторов под оборудованием. Поэтому воздух вокруг витрин не нагревается;
8. При использовании ТПЛ требуется меньше энергии на размораживание (дефростацию) оборудования.

### Производство ледяного вина
Широкие перспективы использования ТПЛ открыты для производства специальных вин, именуемых Ледяное вино. По сравнению с существующей технологией производства «Richwine» или «Ice wine», при использовании ТПЛ не нужно ждать несколько месяцев, пока заморозится виноград. Свежевыжатый виноград собирают в специальный контейнер, подключённый к аппарату по производству ПЛ. Сок прокачивается через ЛПЛ, из которого уже выходит в виде смеси льда (крошечных, чистых, свободных от молекул сока, кристаллов), и немного более концентрированного сока. Жидкий лёд возвращается в накопительный бак, в котором, в соответствии с законом Архимеда, происходит естественная сепарация льда и сока. Цикл повторяется много раз, пока концентрация сахара в соке не достигает (50-52)°Вх по шкале Брикса. Концентрированный сок легко удаляется из резервуара и перекачивается в другой специальный танк для реализации процесса брожения до момента получения этого напитка.

### Системы накопления и хранения энергии
Системы накопления и хранения энергии (СНХЭ) на базе ТПЛ могут быть использованы в централизованных системах кондиционирования воздуха с водяным охлаждением. СНХЭ с ТПЛ позволяет снизить эксплуатационные расходы здания, потребность в новых электростанциях и линиях электропередач, потребление энергии электростанцией, загрязнение атмосферы, выбросы парниковых газов. Срок возврата инвестиций при использовании СНХЭ с ТПЛ составляет 2 — 4 года. По сравнению со статическими и динамическими системами хранения льда (СДСХЛ), общий коэффициент теплопередачи (OКТП) при производстве ПЛ, более чем в десятки или сотни раз, выше (эффективнее), чем тот же коэффициент для указанных выше типов СДСХЛ. Это объясняется наличием большого количества термических сопротивлений между кипящим хладагентом в испарителе и водой / льдом в накопительном баке в СДСХЛ. Высокие значения OКТП в СНХЭ на основе ТПЛ обуславливают уменьшение объёмов комплектующих изделий, увеличение максимально достижимой концентрации льда в объёме бака, и это, в конечном счёте, влияет на цену оборудования. СНХЭ на основе ТПЛ установлены во многих странах: Японии, Южной Корее, США и Великобритании.

### Mедицина
Разработан технологический защитный процесс охлаждения на основе использования специально изготовленной ледяной суспензии для медицинских применений.
В этом случае ПЛ может быть введён внутрь артерии, внутривенно, а также на наружные поверхности органов при использовании лапароскопии, или даже через эндотрахеальную трубку. Результаты исследований подтверждают тот факт, что ПЛ может быть использован для выборочного охлаждения органов с целью предотвращения или ограничения ишемического повреждения после инсульта или сердечного приступа. Завершены медицинские тесты на животных, моделирующие условия проведения стационарных лапароскопических операций на почку. Результаты исследований французских и американских учёных должны быть одобрены американским Управлением по контролю за качеством пищевых продуктов и лекарственных препаратов, (англ. Food and Drug Administration, FDA, US FDA).
Преимущества ТПЛ применительно к медицине:
1. ПЛ может легко перекачиваться через узкие игольные катетеры, обеспечивающие высокую подводимую холодильную мощность и быстрое охлаждение органов;
2. ПЛ позволяет обеспечить защитное охлаждение и контроль температуры целевых органов во время операции;
3. ПЛ помогает людям, которым требуется срочная медицинская помощь, включая даже случаи остановки сердца и инсульт.

### Горнолыжные курорты
Экономические последствия глобального потепления стимулируют интерес к производству снега на горнолыжных курортах в тёплую погоду, даже при температуре окружающей среды 20 °C. Требуемая электрическая мощность и размеры существующего производственного оборудования в значительной степени зависят от влажности, ветра и температуры окружающей среды, которая должна быть ниже минус 4°С. Способ производства снега основан на распылении и замораживании в воздухе капелек воды до их соприкосновения с поверхностью земли.
ПЛ производимый по Технологии Вакуумного Лёдогенератора (ВЛГ) помогает профессиональным лыжникам увеличить сроки тренировок до и после зимнего сезона (на протяжении последних месяцев осени и в начале весны). Для любителей лыжного спорта появляется возможность кататься на лыжах круглый год.
Процесс производства перекачиваемого льда организован следующим образом. В объёме сосуда над солевым раствором, размещённым внутри ВЛГ, создаётся очень низкое давление. Небольшая часть раствора испаряется в виде воды, а оставшаяся жидкость замерзает, формируя смесь раствора и кристаллов льда. Водяные пары постоянно отсасываются из ВЛГ, сжимаются и подаются в конденсатор за счёт центробежного компрессора особой конструкции. Стандартный охладитель воды поставляет охлаждающую воду с температурой 5°С для конденсации водяного пара. Жидкая ледяная смесь перекачивается из объёма ВЛГ в концентратор, в котором кристаллы льда отделяются от жидкости. Высоко концентрированный лёд извлекается из концентратора.
ВЛГ(ы) установлены на горнолыжных курортах Австрии и Швейцарии.